# Goya/Bester iberoamerikanischer Film
Gewinner und Nominierte für den spanischen Filmpreis Goya in der Kategorie Bester iberoamerikanischer Film (Mejor película iberoamericana, bis 2008 „Bester ausländischer Film in spanischer Sprache“ bzw. Mejor película extranjera de habla hispana, 2009 und 2010 auch Mejor película hispanoamericana) seit der ersten Verleihung im Jahr 1987. Ausgezeichnet wurden bis 2010 die besten ausländischen spanischsprachigen Filmproduktionen des jeweils vergangenen Jahres. Seit 2011 werden die besten ausländischen spanisch- und portugiesischsprachigen Filmproduktionen des Vorjahres prämiert.
Bisher konnten argentinische Filme mit Abstand am häufigsten – insgesamt 19 Mal – den Goya in dieser Kategorie gewinnen.
Die unten aufgeführten Filme werden mit ihrem deutschen Verleihtitel (sofern vorhanden) angegeben, danach folgt in Klammern in kursiver Schrift der Originaltitel.

## 1980er Jahre
1987
Der Film des Königs (La película del rey), Argentinien – Regie: Carlos Sorín
- Kleine Revolte (Pequeña revancha), Venezuela – Regie: Olegario Barrera
- Zeit zu sterben (Tiempo de morir), Kolumbien/Kuba – Regie: Jorge Alí Triana

1988
Lo que importa es vivir, Mexiko – Regie: Luis Alcoriza
- Rantes – Der Mann, der nach Süden schaut (Hombre mirando al sudeste), Argentinien – Regie: Eliseo Subiela
- Der Karrierist (Un hombre de éxito), Kuba – Regie: Humberto Solás

1989
nicht vergeben

## 1990er Jahre
1990
Die Schöne vom Alhambra (La bella del Alhambra), Kuba – Regie: Enrique Pineda Barnet
- Aventurera, Venezuela – Regie: Pablo de la Barra

1991
Der Himmel über Lima (Caídos del cielo), Peru – Regie: Francisco José Lombardi
- Kopf oder Zahl (Caluga o menta), Chile – Regie: Gonzalo Justiniano
- María Antonia, Kuba – Regie: Sergio Giral

1992
La Frontera – Am Ende der Welt (La frontera), Chile – Regie: Ricardo P. Larrain
- Hello Hemingway, Kuba – Regie: Fernando Pérez
- Jericó, Venezuela – Regie: Luis Alberto Lamata
- Técnicas de duelo: Una cuestión de honor, Kolumbien – Regie: Sergio Cabrera

1993
Ein Ort auf dieser Welt (Un lugar en el mundo), Argentinien – Regie: Adolfo Aristarain
- Bittersüße Schokolade (Como agua para chocolate), Mexiko – Regie: Alfonso Arau
- Disparen a matar, Venezuela – Regie: Carlos Azpúrua

1994
Gatica, el mono, Argentinien – Regie: Leonardo Favio
- Golpes a mi puerta, Venezuela – Regie: Alejandro Saderman
- Johnny 100 Pesos (Johnny 100 pesos), Chile – Regie: Gustavo Graef Marino

1995
Erdbeer und Schokolade (Fresa y chocolate), Kuba – Regie: Tomás Gutiérrez Alea und Juan Carlos Tabío
- Die Strategie der Schnecke (La estrategia del caracol), Kolumbien – Regie: Sergio Cabrera
- Sin compasión, Peru – Regie: Francisco José Lombardi

1996
Midaq Alley (El callejón de los milagros), Mexiko – Regie: Jorge Fons
- El elefante y la bicicleta, Kuba – Regie: Juan Carlos Tabío
- El Sicario (Sicario), Venezuela – Regie: José Ramón Novoa

1997
Sol de otoño, Argentinien – Regie: Eduardo Mignogna
- Pon tu pensamiento en mí, Kuba – Regie: Arturo Sotto Díaz und Mercedes Gaspar
- Sin remitente, Mexiko – Regie: Carlos Carrera

1998
Cenizas del paraíso, Argentinien – Regie: Marcelo Piñeyro
- Amor vertical, Kuba – Regie: Arturo Sotto Díaz
- Última llamada, Mexiko – Regie: Carlos García Agraz

1999
El faro del sur, Argentinien – Regie: Eduardo Mignogna
- Amaneció de golpe, Venezuela – Regie: Carlos Azpúrua
- De noche vienes, Esmeralda, Mexiko – Regie: Jaime Humberto Hermosillo
- Kleines Tropikana (Tropicanita), Kuba – Regie: Daniel Díaz Torres

## 2000er Jahre
2000
Das Leben, ein Pfeifen (La vida es silbar), Kuba – Regie: Fernando Pérez
- Del olvido al no me acuerdo, Mexiko – Regie: Juan Carlos Rulfo
- Golpe de estadio, Kolumbien – Regie: Sergio Cabrera
- Mundo grúa – Die Welt der Kräne (Mundo grúa), Argentinien – Regie: Pablo Trapero

2001
Burnt Money – Plata quemada (Plata quemada), Argentinien – Regie: Marcelo Piñeyro
- Kubanisch Reisen (Lista de espera), Kuba – Regie: Juan Carlos Tabío
- Pantaleón y las visitadoras, Peru – Regie: Francisco José Lombardi
- Ratas, ratones, rateros, Ecuador – Regie: Sebastian Cordero

2002
La fuga, Argentinien – Regie: Eduardo Mignogna
- Miel para Oshún, Kuba – Regie: Humberto Solás
- Perfume de violetas, nadie te oye, Mexiko – Regie: Maryse Sistach
- Taxi para 3 – Taxi für 3 (Taxi para tres), Chile – Regie: Orlando Lübbert

2003
El ultimo tren – Der letzte Zug (El último tren), Uruguay – Regie: Diego Arsuaga
- Die Versuchung des Padre Amaro (El crimen del Padre Amaro), Mexiko – Regie: Carlos Carrera
- Ein Glückstag (Un día de suerte), Argentinien – Regie: Sandra Gugliotta
- Nada, Kuba – Regie: Juan Carlos Cremata Malberti

2004
Historias Mínimas (Historias mínimas), Argentinien – Regie: Carlos Sorín
- El misterio del Trinidad, Mexiko – Regie: José Luis García Agraz
- El viaje hacia el mar, Uruguay – Regie: Guillermo Casanova
- Suite Havanna (Suite Habana), Kuba – Regie: Fernando Pérez

2005
Whisky, Uruguay – Regie: Juan Pablo Rebella und Pablo Stoll
- Luna de Avellaneda, Argentinien – Regie: Juan José Campanella
- Machuca, mein Freund (Machuca), Chile – Regie: Andrés Wood

2006
Vom Feuer erleuchtet (Iluminados por el fuego), Argentinien – Regie: Tristán Bauer
- Alma mater, Uruguay – Regie: Álvaro Buela
- Mi mejor enemigo, Chile – Regie: Alex Bowen C.
- Rosario, die Scherenfrau (Rosario Tijeras), Kolumbien – Regie: Emilio Maillé

2007
Las manos, Argentinien – Regie: Alejandro Doria
- American Visa, Bolivien – Regie: Juan Carlos Valdivia
- Im Bett (En la cama), Chile – Regie: Matías Bize
- Soñar no cuesta nada, Kolumbien – Regie: Rodrigo Triana

2008
XXY, Argentinien – Regie: Lucía Puenzo
- La edad de la peseta, Kuba – Regie: Pavel Giroud
- Mariposa negra, Peru – Regie: Francisco José Lombardi
- Padre Nuestro, Chile – Regie: Rodrigo Sepúlveda

2009
La buena vida, Chile – Regie: Andrés Wood
- Acné, Uruguay – Regie: Federico Veiroj
- Lake Tahoe, Mexiko – Regie: Fernando Eimbcke
- Perro come perro – Den Letzten fressen die Hunde (Perro come perro), Kolumbien – Regie: Carlos Moreno

## 2010er Jahre
2010
In ihren Augen (El secreto de sus ojos), Argentinien – Regie: Juan José Campanella
- Dawson Isla 10, Chile – Regie: Miguel Littín
- Eine Perle Ewigkeit (La teta asustada), Peru – Regie: Claudia Llosa
- Gigante, Uruguay – Regie: Adrián Biniez

2011
La vida de los peces, Chile – Regie: Matías Bize
- Contracorriente – Gegen den Strom (Contracorriente), Peru – Regie: Javier Fuentes-León
- El hombre de al lado, Argentinien – Regie: Gastón Duprat und Mariano Cohn

2012
Chinese zum Mitnehmen (Un cuento chino), Argentinien – Regie: Sebastián Borensztein
- Boleto al paraíso, Kuba – Regie: Gerardo Chijona
- Miss Bala, Mexiko – Regie: Gerardo Naranjo
- Violeta Parra (Violeta se fue a los cielos), Chile – Regie: Andrés Wood

2013
Juan of the Dead (Juan de los Muertos), Kuba – Regie: Alejandro Brugués
- Después de Lucía, Mexiko – Regie: Michel Franco
- Infancia clandestina, Argentinien – Regie: Benjamín Ávila
- Siete cajas, Paraguay – Regie: Juan Carlos Maneglia und Tana Schémbori

2014
Azul y no tan rosa, Venezuela – Regie: Miguel Ferrari
- Gloria, Chile – Regie: Sebastián Lelio
- La jaula de oro, Mexiko – Regie: Diego Quemada-Díez
- Wakolda, Argentinien – Regie: Lucía Puenzo

2015
Wild Tales – Jeder dreht mal durch! (Relatos salvajes), Argentinien – Regie: Damián Szifron
- Conducta – Wir werden sein wie Che (Conducta), Kuba – Regie: Ernesto Daranas
- La distancia más larga, Venezuela – Regie: Claudia Pinto
- Señor Kaplan (Mr. Kaplan), Uruguay – Regie: Álvaro Brechner

2016
El Clan, Argentinien – Regie: Pablo Trapero
- La Once, Chile – Regie: Maite Alberdi
- Magallanes, Peru – Regie: Salvador del Solar
- Vestido de novia, Kuba – Regie: Marilyn Solaya

2017
Der Nobelpreisträger (El ciudadano ilustre), Argentinien – Regie: Gastón Duprat und Mariano Cohn
- Anna, Kolumbien – Regie: Jacques Toulemonde Vidal
- Caracas, eine Liebe (Desde allá), Venezuela – Regie: Lorenzo Vigas
- Las elegidas, Mexiko – Regie: David Pablos

2018
Eine fantastische Frau (Una mujer fantástica), Chile – Regie: Sebastián Lelio
- Amazona, Kolumbien – Regie: Clare Weiskopf und Nicolas van Hemelryck
- Stürmisches Land (Tempestad), Mexiko – Regie: Tatiana Huezo
- Zama, Argentinien – Regie: Lucrecia Martel

2019
Roma, Mexiko – Regie: Alfonso Cuarón
- Der schwarze Engel (El Ángel), Argentinien – Regie: Luis Ortega
- Los Perros, Chile – Regie: Marcela Said
- Tage wie Nächte (La noche de 12 años), Uruguay – Regie: Álvaro Brechner

## 2020er Jahre
2020
Glorreiche Verlierer (La odisea de los giles), Argentinien – Regie: Sebastián Borensztein
- Araña, Chile – Regie: Andrés Wood
- El despertar de las hormigas, Costa Rica – Regie: Marcela Said
- Monos – Zwischen Himmel und Hölle (Monos), Kolumbien – Regie: Alejandro Landes

2021
El olvido que seremos, Kolumbien – Regie: Fernando Trueba
- Der Maulwurf – Ein Detektiv im Altersheim (El Agente Topo), Chile – Regie: Maite Alberdi
- I’m No Longer Here (Ya no estoy aquí), Mexiko – Regie: Fernando Frias
- La Llorona, Guatemala – Regie: Jayro Bustamante

2022
Die Kordillere der Träume (La cordillera de los sueños), Chile – Regie: Patricio Guzmán
- Canción sin nombre, Peru – Regie: Melina León
- Las siamesas, Argentinien – Regie: Paula Hernández
- Los Lobos (Los lobos), Mexiko – Regie: Samuel Kishi Leopo

2023
Argentinien, 1985 – Nie wieder (Argentina, 1985), Argentinien – Regie: Santiago Mitre
- 1976, Chile – Regie: Manuela Martelli
- La Jauría, Kolumbien – Regie: Andrés Ramírez Pulido
- Noche de fuego, Mexiko – Regie: Tatiana Huezo
- Utama. Ein Leben in Würde (Utama), Bolivien – Regie: Alejandro Loayza Grisi

2024
Die unendliche Erinnerung (La memoria infinita), Chile – Regie: Maite Alberdi
- Alma viva, Portugal – Regie: Cristèle Alves Meira
- La Pécera, Puerto Rico – Regie: Glorimar Marrero
- Puan, Argentinien – Regie: María Alché und Benjamín Naishtat
- Simón, Venezuela – Regie: Diego Vicentini

2025
Für immer hier (Ainda estou aqui), Brasilien – Regie: Walter Salles
- Agarrame fuerte, Uruguay – Regie: Ana Guevara Pose und Leticia Jorge Romero
- El jockey, Argentinien – Regie: Luis Ortega
- An ihrer Stelle (El lugar de la otra), Chile – Regie: Maite Alberdi
- Memorias de un cuerpo que arde, Costa Rica – Regie: Antonella Sudasassi Furniss

## Länderstatistik
| Land        | Auszeichnungen | Nominierungen |
| ----------- | -------------- | ------------- |
| Argentinien | 19             | 31            |
| Chile       | 6              | 22            |
| Kuba        | 4              | 19            |
| Mexiko      | 3              | 20            |
| Uruguay     | 2              | 9             |
| Kolumbien   | 1              | 12            |
| Venezuela   | 1              | 11            |
| Peru        | 1              | 8             |
| Brasilien   | 1              | 1             |
| Bolivien    | 0              | 2             |
| Costa Rica  | 0              | 2             |
| Ecuador     | 0              | 1             |
| Guatemala   | 0              | 1             |
| Paraguay    | 0              | 1             |
| Portugal    | 0              | 1             |
| Puerto Rico | 0              | 1             |